# Polycitor profundus
Polycitor profundus is een zakpijpensoort uit de familie van de Polycitoridae. De wetenschappelijke naam van de soort is voor het eerst geldig gepubliceerd in 1971 door Monniot.